# Jessica Rosencrantz
Jessica Emilia Marie Rosencrantz, née Andersson, le 6 octobre 1987 à Malmö (Suède), est une femme politique suédoise, membre du Parti modéré de rassemblement. Elle est ministre des Affaires de l'Union européenne depuis le 10 septembre 2024.

## Biographie
Jessica Rosencrantz est titulaire d'une maîtrise en sciences économiques de l'École d'économie de Stockholm.
Présidente de district du mouvement jeune du Parti modéré de rassemblement pour la ville et le comté de Stockholm[Depuis quand ?], elle est élue membre du conseil municipal de Täby pour la législature 2006-2010, où elle est vice-présidente de la commission de l'enfance et de l'éducation primaire. Elle travaille au Parlement européen, dans une petite entreprise informatique et comme secrétaire du conseil départemental, au sein de la division Santé et services médicaux.
Elle est élue députée en 2010 ; elle est d'abord membre suppléante de la commission des finances et de la commission des affaires civiles. En 2013, elle devient membre de la commission des transports et des communications et membre suppléante de la commission des affaires de l'Union européenne.
Après les élections de 2014, elle devient la porte-parole de la politique des transports et des technologies de l'information du Parti modéré, tout en accédant au poste de vice-présidente de la commission des transports et des communications. En 2019, elle devient porte-parole de la politique climatique et environnementale du Parti modéré et est nommée deuxième vice-présidente de la commission de l'environnement et de l'agriculture.
Après les élections de 2022, elle devient présidente de la commission des assurances sociales, chef adjointe du groupe du Parti modéré au Parlement et membre du conseil parlementaire. Lorsque Hans Wallmark (en) quitte le Parlement pour devenir ambassadeur au Danemark, Jessica Rosencrantz lui succède au poste de présidente de la commission des affaires de l'Union européenne, dont elle était suppléante depuis 2012 et membre depuis 2019.
En septembre 2024, elle est nommée ministre des Affaires de l'Union européenne au sein du gouvernement Kristersson.
Elle est mariée à Per Rosencrantz, également membre du Parti modéré.[réf. souhaitée]